# PQ–15-ös konvoj
A PQ–15-ös konvoj egy hajókaraván volt, amelyet a szövetségesek a második világháború során a Szovjetunióba indítottak. A PQ kód azt jelentette, hogy a rakomány nyugatról tart a Szovjetunióba, a 15 a sorszámát jelöli. A teherhajók és kísérőik 1942. április 10-én indultak el Obanból. A 26 hajóból négyet elsüllyesztettek a németek. A többiek 1942. május 5-én érték el a murmanszki kikötőt.
A Jutland brit kereskedelmi hajót, amely 1560 tonna hadi felszerelést, közte 300 tonna lőszert szállított, egy német harci repülőgép torpedóval eltalálta május 2-án. A 63 fős legénység egy tagja meghalt, a többiek elhagyták a sérült hajót. A Jutlandot másnap az U–251
elsüllyesztette.

### Kereskedelmi hajók
| A hajó neve       | Nemzetisége        | Vízkiszorítása (brt) |
| ----------------- | ------------------ | -------------------- |
| Alcona Cadet*     | Egyesült Államok   | 4823                 |
| Alcoa Rambler     | Egyesült Államok   | 5500                 |
| Bayou Chico       | Egyesült Államok   | 5401                 |
| Botavon**         | Egyesült Királyság | 5848                 |
| Cape Corso**      | Egyesült Királyság | 3807                 |
| Cape Race         | Egyesült Királyság | 3807                 |
| Capira            | Panama             | 5565                 |
| Deer Lodge        | Egyesült Államok   | 6187                 |
| Empire Bard       | Egyesült Királyság | 3114                 |
| Empire Morn       | Egyesült Királyság | 7092                 |
| Expositor         | Egyesült Államok   | 4959                 |
| Francis Scott Key | Egyesült Államok   | 7176                 |
| Gray Ranger       | Egyesült Királyság | 3313                 |
| Hegira            | Egyesült Államok   | 7588                 |
| Jutland***        | Egyesült Királyság | 6153                 |
| Lancaster         | Egyesült Államok   | 7516                 |
| Montcalm          | Egyesült Királyság | 1432                 |
| Mormacrey         | Egyesült Államok   | 5946                 |
| Momacrio          | Egyesült Államok   | 5940                 |
| Paul Luckenbach   | Egyesült Államok   | 6606                 |
| Seattle Spirit    | Egyesült Államok   | 5627                 |
| Southgate         | Egyesült Királyság | 4862                 |
| Texas             | Egyesült Államok   | 5638                 |
| Topa Topa         | Egyesült Államok   | 5356                 |
| Zebulon B. Vance  | Egyesült Államok   | 7177                 |

* Aknára futott, és elsüllyedt

** Repülőgép süllyesztette el

*** Elsüllyesztette az U–251

### Kísérőhajók
| A hajó neve        | Nemzetisége        | Típus                     |
| ------------------ | ------------------ | ------------------------- |
| HMS Badsworth      | Egyesült Királyság | Romboló                   |
| HMS Belvoir        | Egyesült Királyság | Kísérő romboló            |
| HMS Boadicea       | Egyesült Királyság | Romboló                   |
| HMS Bramble        | Egyesült Királyság | Aknaszedő                 |
| HMS Cape Palliser  | Egyesült Királyság | Felfegyverzett halászhajó |
| HMS Chiltern       | Egyesült Királyság | Felfegyverzett halászhajó |
| HMS Duke of York   | Egyesült Királyság | Csatahajó                 |
| HMS Escapade       | Egyesült Királyság | Romboló                   |
| HMS Faulknor       | Egyesült Királyság | Romboló                   |
| HMS Hursley        | Egyesült Királyság | Kísérő romboló            |
| HMS Inglefield     | Egyesült Királyság | Romboló                   |
| HMS Kenya          | Egyesült Királyság | Könnyűcirkáló             |
| HMS King Geroge V  | Egyesült Királyság | Csatahajó                 |
| Kraszin            | Szovjetunió        | Felfegyverzett jégtörő    |
| HMS Lamerton       | Egyesült Királyság | Romboló                   |
| HMS Leda           | Egyesült Királyság | Aknaszedő                 |
| HMS Ledbury        | Egyesült Királyság | Romboló                   |
| HMS London         | Egyesült Királyság | Cirkáló                   |
| HMS Madison        | Egyesült Államok   | Romboló                   |
| HMS Marne          | Egyesült Királyság | Romboló                   |
| HMS Martin         | Egyesült Királyság | Romboló                   |
| HMS Matchless      | Egyesült Királyság | Romboló                   |
| HMS Middleton      | Egyesült Királyság | Felfegyverzett halászhajó |
| Minerve            | Franciaország      | Tengeralattjáró           |
| HMS Nigeria        | Egyesült Királyság | Könnyűcirkáló             |
| HMS Northern Pride | Egyesült Királyság | Felfegyverzett halászhajó |
| HMS Northern Wave  | Egyesült Királyság | Felfegyverzett halászhajó |
| HMS Oribi          | Egyesült Királyság | Romboló                   |
| HMS P 43           | Egyesült Királyság | Tengeralattjáró           |
| HMS P 551          | Egyesült Királyság | Tengeralattjáró           |
| HMS Plunkett       | Egyesült Királyság | Romboló                   |
| HMS Punjabi        | Egyesült Királyság | Romboló                   |
| HMS Seagull        | Egyesült Királyság | Aknaszedő                 |
| HMS Somali         | Egyesült Királyság | Kísérő romboló            |
| HMS St. Albans     | Egyesült Királyság | Romboló                   |
| HMS Sturgeon       | Egyesült Királyság | Tengeralattjáró           |
| HMS Truant         | Egyesült Királyság | Tengeralattjáró           |
| USS Tuscaloosa     | Egyesült Államok   | Nehézcirkáló              |
| HMS Ulster Queen   | Egyesült Királyság | Légelhárító-hajó          |
| Uredd              | Norvégia           | Tengeralattjáró           |
| HMS Venomous       | Egyesült Királyság | Romboló                   |
| HMS Verdun         | Egyesült Királyság | Romboló                   |
| HMS Victoriuos     | Egyesült Királyság | Repülőgép-hordozó         |
| HMS Vizalma        | Egyesült Királyság | Vontató                   |
| USS Wainwright     | Egyesült Államok   | Romboló                   |
| USS Washington     | Egyesült Államok   | Csatahajó                 |
| USS Wichita        | Egyesült Államok   | Nehézcirkáló              |
| HMS Wilson         | Egyesült Királyság | Romboló                   |